# Anthidium conciliatum
Anthidium conciliatum är en biart som beskrevs av Nurse 1903. Anthidium conciliatum ingår i släktet ullbin, och familjen buksamlarbin. Inga underarter finns listade i Catalogue of Life.